# 에볼루션 타워
에볼루션 타워(러시아어: Эволюция)는 러시아 모스크바 모스크바 국제 비즈니스 센터 플룻 2와 3에 있는 마천루이다. 이 건물은 특이하게 회전하는 모양으로 건물이 설계되었다. 2011년에 착공해서 2015년에 완공되었다.

## 같이 보기
- 러시아의 마천루 목록
- 페더레이션 타워 (현재 모스크바 최고층 건물)
- 모스크바 국제 비즈니스 센터